# Saint-Germain-des-Angles
Saint-Germain-des-Angles ist eine französische Gemeinde mit 171 Einwohnern (Stand: 1. Januar 2022) im Département Eure in der Region Normandie (vor 2016 Haute-Normandie). Sie gehört zum Arrondissement Évreux, zum Kanton Évreux-2 sowie zum Gemeindeverband Évreux Portes de Normandie.

## Geografie
Saint-Germain-des-Angles liegt etwa acht Kilometer nördlich von Évreux am Iton. Umgeben wird Saint-Germain-des-Angles von den Nachbargemeinden Tourneville und Brosville im Norden, Émalleville im Nordosten, Normanville im Osten und Südosten, Gravigny im Süden, Aviron im Südwesten sowie Le Mesnil-Fuguet im Westen.

## Bevölkerungsentwicklung
| Jahr                       | 1962 | 1968 | 1975 | 1982 | 1990 | 1999 | 2006 | 2013 | 2019 |
| Einwohner                  | 137  | 137  | 148  | 125  | 205  | 243  | 222  | 196  | 168  |
| Quellen: Cassini und INSEE |      |      |      |      |      |      |      |      |      |